# 西欧の服飾 (11世紀-12世紀)
11世紀から12世紀西欧の服飾（11せいきから12せいきせいおうのふくしょく）では、11世紀から12世紀にかけてのフランスを中心とする西ヨーロッパ地域の服装について説明する。

## 特徴

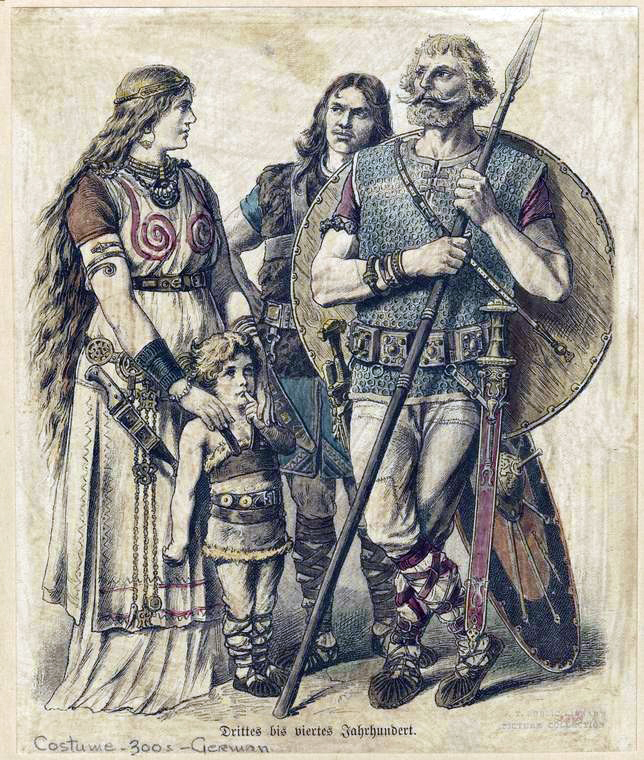
「古代ゲルマン人の家族」（1913年、ミュンヘンの画家 Grevelの作。New York Public Library）

古代のゲルマン人の服飾は、タキトゥスの『ゲルマニア』などの記述と、デンマークやドイツなどの泥炭地帯から発掘された遺物などによって形状等が判明してきている。
素材には主にウールと皮革を使い麻が使用され、ポシェットのような小物入れにはツタを編んだものを使われることもあった。男性は袖の狭い尻丈から膝上丈のチュニックにズボンを履き、革のゲートルを巻いたり革のボールドキャップ（頭の形に合わせた丸い縁なし帽）やケープ、ウールのマントを身に着けていた。女性は、やはり袖の狭いチュニックの上から長いスカートを身に着けていた。どちらも腰に皮の細帯を巻き、革を重ねて作った靴を履いていた。
ゲルマン人が南方に移動し、ローマなどの文化に触れるうちに、上流層は徐々に二部式の衣装を避けるようになった。男性のチュニックはローマ人を見習って膝下以下となったが、逆にズボンは短くなりブルフという半ズボンのかたちとなってチュニックの裾に隠すようにして着用した。また、脚にはホーズという長靴下を履くようになった。女性もまた、踵丈ほどの長いチュニックを着るようになっていった。
11世紀に入ると、十字軍による東方遠征の影響によりビザンツの文化が西欧の上流階級に怒涛の勢いで流れ込むようになった。ビザンツ（東ローマ帝国）の領域で商われていた絹織物や高価な毛皮、宝石、染料などが地中海沿岸の南フランスやイタリアの港を中心にヨーロッパへ盛んに輸出されるようになった。アラビアから輸入された上質な薄い毛織物モスリン、木綿地、綴れ織、サテン、ビロード、また白テンや灰色リス、黒テンの毛皮ばかりではなく、羊毛や金銀糸、パープル染料やミョウバンなどもヨーロッパに広まった。衣服は、従来のゆるやかなチュニックをただ重ねただけのものから、襞を取ったり腰を紐締めしたり袖を広げるなど、デザインが豊かになり華麗さを増した。これらの優美なスタイルは12世紀中ごろに確立し、「ローマ風」とみなされて「ロマネスク様式」と呼称された。

## 男子の服装
男子の服装は、シェーンズ（肌着）、ブリオーなどのチュニック（上衣）、ブレー（ズボン）、ショース（靴下）、マントル（外套）によって一揃いとなっていた。
庶民は、幅の狭い長袖で丈の短いチュニックという伝統的な服装だったが、上流階級の騎士たちはビザンツ貴族を真似て長くやや広い袖に踵丈のローブ（長衣）型チュニックをまとっていた。農村の男よりも騎士たちの服装のほうが柔和であり、女性と変わらないほどであった。

### 庶民
麻の肌着とブレーのうえに、ウール製のチュニックを着た。
農村部などの人々はおそらく10世紀以前とほぼ変わらない服装であったと考えられる。都市部においても衣服は高価なものであったため、庶民の衣装の多くは古着であった。下着も一着しかないことが少なくなかった。
「キリスト昇天図」などの宗教画に描かれた当時の都市の庶民は、袖の狭い膝上丈にたくしあげたチュニックに右肩で留めるマントを羽織り、ゆったりとしたホーズあるいは長いブレーを足首丈のブーツのような短靴に着こめている。絵画に描かれた衣服には鮮やかな彩色と模様が施されているが、色彩などに関しては画家によるフィクションの可能性もある。
貴族に仕える侍従たちは、主人から古着を下げ渡されるのが習慣となっており、平民の中では特に見栄えの良い恰好をしていた。

### 上流階級
上質な麻製で袖と襟元と裾に刺繍を施した肌着と、短い麻のブレーにウールの長靴下、そして輸入品の上等な薄地の毛織物か絹を使ったビザンツの衣服を原型とするブリオーと呼ばれる衣服と毛皮の裏地のマントルが流行している。
「ブリオー」の名は11世紀の武勲詩『ローランの歌』の中で、騎士の衣服として初めて登場する。武勲詩の舞台は9世紀のフランスであるが、衣装についてはほぼ11世紀のものをそのまま描写していると考えられる。ブリオーはゆるやかなロングワンピースのような衣服で、袖口は庶民のものが手首ほどの丈で全体的に細かったのに比べて、手の甲にかかるほど長くやや広かった。丈は長く、長いものでは床に引きずるほどだったのをベルトでたくしあげることもあったと思われる。肌着の刺繍を見せるためにやや広めの襟周りになっており、襟周り・袖・裾に別布を当てるなどして刺繍を施した。ブリオーのような長い衣服の流行については知識人の間で大変不評であったが、衣服の布地がほとんど高価な輸入品だった事情を考えると、必ずしも、単なる外国文化に対する拒否反応とはいえない。王族の中には突然臣下を狩猟に連れ出して袖や裾が茂みに引っかかったり泥まみれになるようにしむけるような強硬手段をとった者もいた。
当時の貴族にとって、肌着とブレーだけの姿は「裸」と認識されており、肌着とブレーだけの姿は「羞恥」や「悔恨」のシンボルであった。
マントルは綴れ織などに豪華な毛皮を裏地につけて、半円形や前面が欠けた円形であった。豪華な毛皮は黒海周辺などからビザンツへ持ち込まれ、さらに、そこからジェノバなどのイタリア商人が買いつけてきたもので、上流階級だけが身につけられる特権的な素材であった。毛皮はアーミンという白テンの尾のあたりをつないだもの、黒テン、ヴェールという灰色栗鼠の腹をつないだもの、キツネ、ラッコ、カワウソなどが人気であった。
マントルは騎士の必需品であった。他人の館へ招かれた時や、晩餐会の席でも騎士たちがマントルを脱ぐことはなかった。他方、王の晩餐会での給仕役や客人の世話役を務める騎士は利便性と謙遜を示すために、マントルを身につけないのが慣例だった。開戦などの緊急の伝令や決闘の申し込みに限っては、相手の目の前でマントルを放り投げてみせることがあった。11世紀の初めには膝丈程度の長さであったマントルも、12世紀には床に引きずるほどの長さになっていた。旅行用のマントはマントルと区別して「シャプ」と呼ばれ、こちらは頭から被るものでフードがつけられることもあった。
靴は短靴で、冬場は毛皮を張った深靴も履いた。髪は首の半ばから肩の上あたりまで伸ばしてこてで縮らせるのが流行していた。

## 女子の服装
このころの女子の服装には、大きく広がるスカートや床を掃く引き裾やコルセットのような後年の西洋女性服に特徴的な諸要素がまだ見られない。衣服の基本的なシルエットはビザンツ女性同様シンプルな筒型であった。
しかし、刺子の胴衣や腰の紐締めなど後代へとつながる要素が見え始めるのもこの頃である。

### 庶民
シェーンズ（肌着）の上に幅の狭い袖を持つ足首丈のチュニックワンピースを着ていた。ワンピースの腰はベルトで締め、労働の際には、裾を引き上げてベルトに挟むなどして動きやすくしていたものと思われる。
靴は男性同様の編みあげ式の短靴であり、外（特に教会）に行く時は頭は布で覆っていた。

### 上流階級
ブレーを穿かない以外は男性とほぼ変わらない装いをしていた。
薄地の毛織物か絹織物のブリオーは腰のあたりで紐で締め上げており、袖は漏斗型の大きく床に引くようなものであった。
袖があまりに長くなり、貴婦人がそのためにつまづくこともあったので、長い袖は途中で結ばれ、ときには小物入れの用途も果たした。
全体に細かい襞が畳まれていることが多く、床に引きずるぐらいに長いスカートは非常に優美であった。
帯は腰を紐締めするために実用的な意味は薄く、11世紀には、細く長い飾り帯を尻の上あたりの、かなりローウエストで結わえて垂らしていた。12世紀半ばになると、胸下から腰までのかなり広幅の帯で腰を締めるファッションも流行する。
また、このころ「コルサージュ corsage 」という刺子風胴衣も登場している。これは厚い生地を数枚重ねて金銀糸などでステッチを施したものを、袖なしの尻丈程度のぴったりした短い上着に仕立てたものである。
宝石などが縫いこまれることもあり、時には薄絹で細かい襞を寄せたオーバースカートを作ってコルサージュに縫いつけることもあった。
髪型はビザンツ女性のような結いあげ髪とは違い、1本か2本に編み下げたお下げ髪が一般的であった。長さは膝のあたりに届くまでが基本であったが、寄り長く見せるために入れ毛もなされた。
入れ毛は、教会では恥ずべき虚飾と考えられており、しばしば非難を受けている。髪色は、金髪が最も好まれて、黒髪や赤毛はあまり好まれなかった。

## ギャラリー（11世紀・12世紀絵画にみるヨーロッパの服飾）

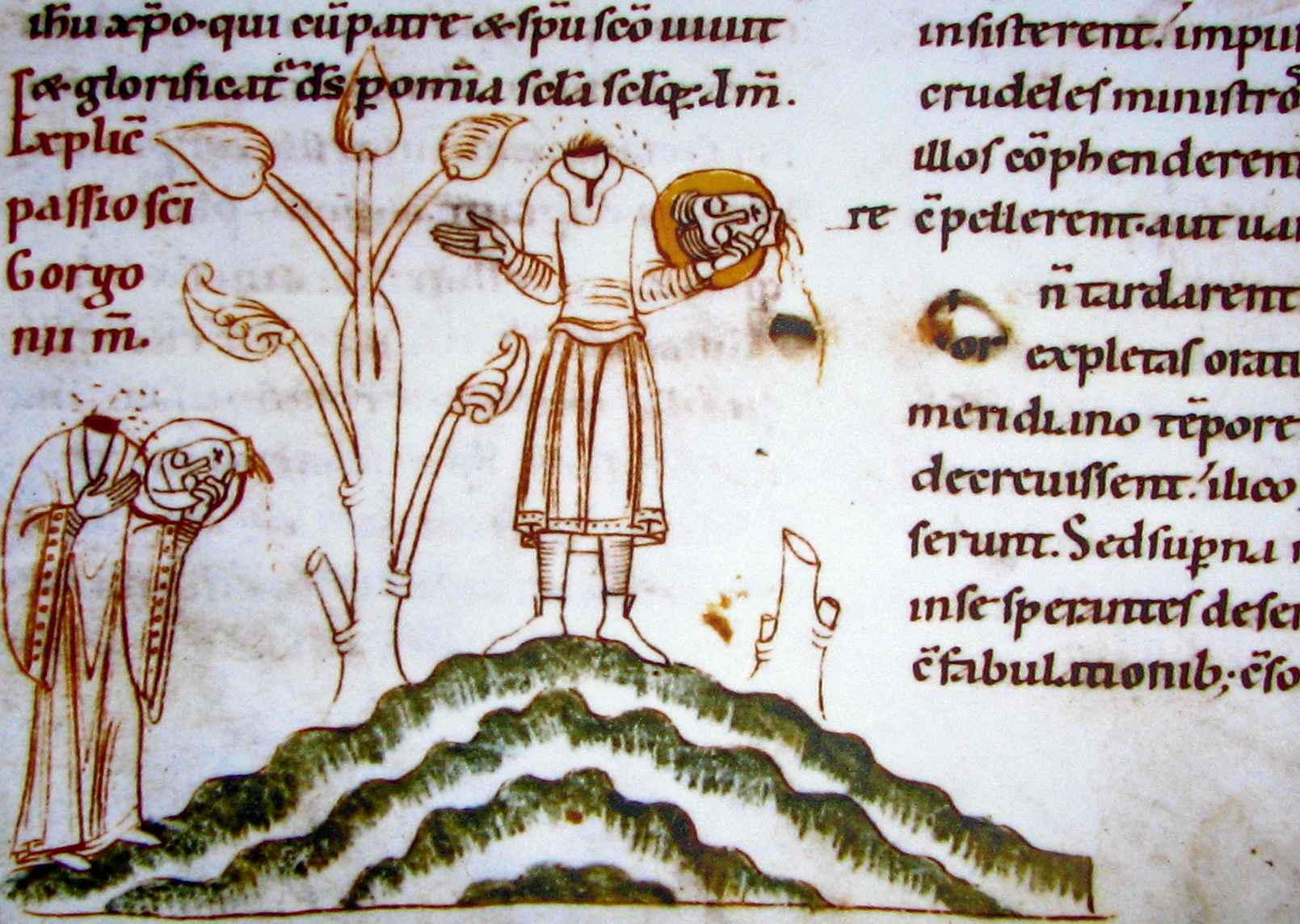
水の教会（スイス、チューリヒ）「聖フェリックスと聖レグラの兄妹」（チューリヒ"水の教会"、1130年）
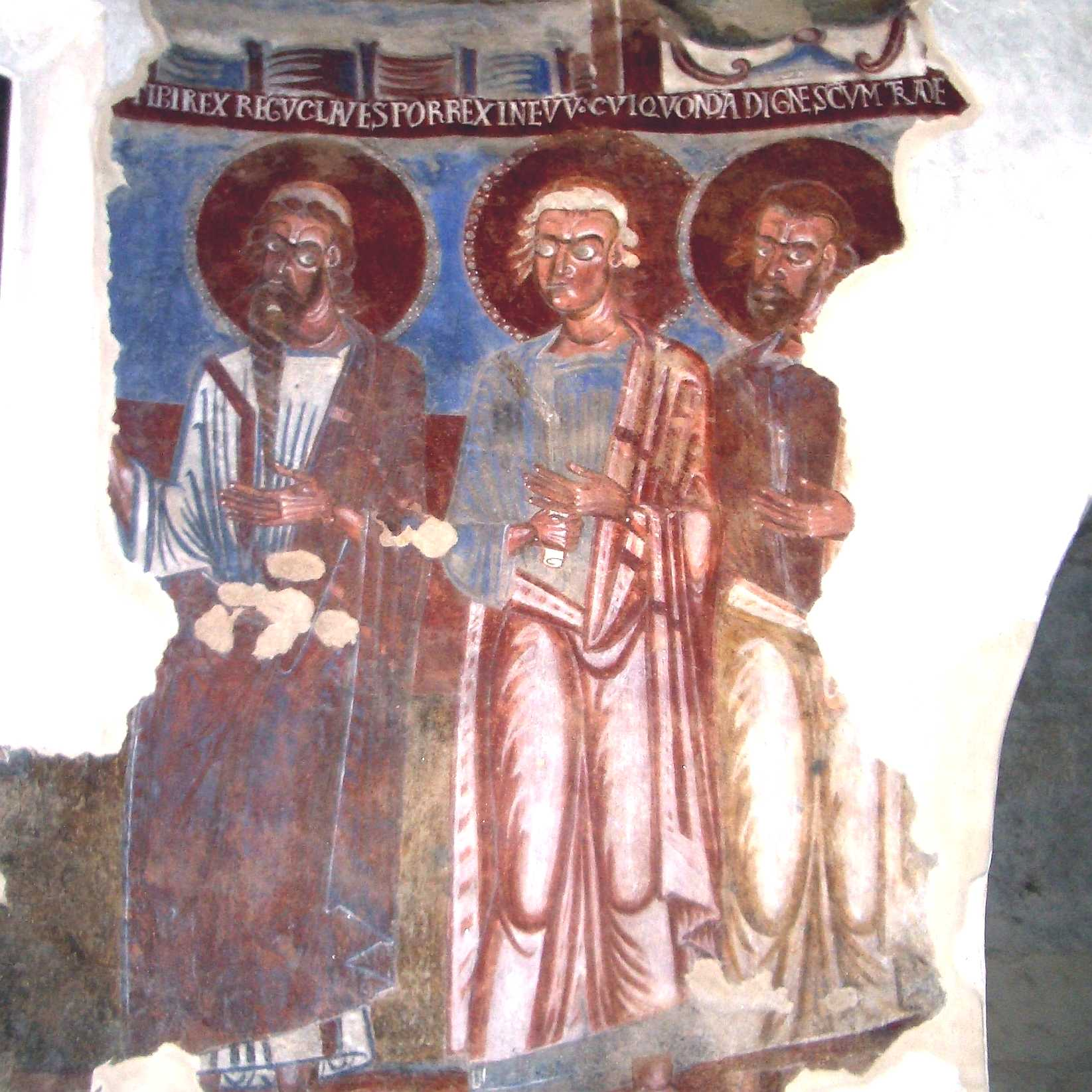
聖ピエトロ寺院（イタリア、カルピニャーノ・セージア）のフレスコ画「使徒」（12世紀）
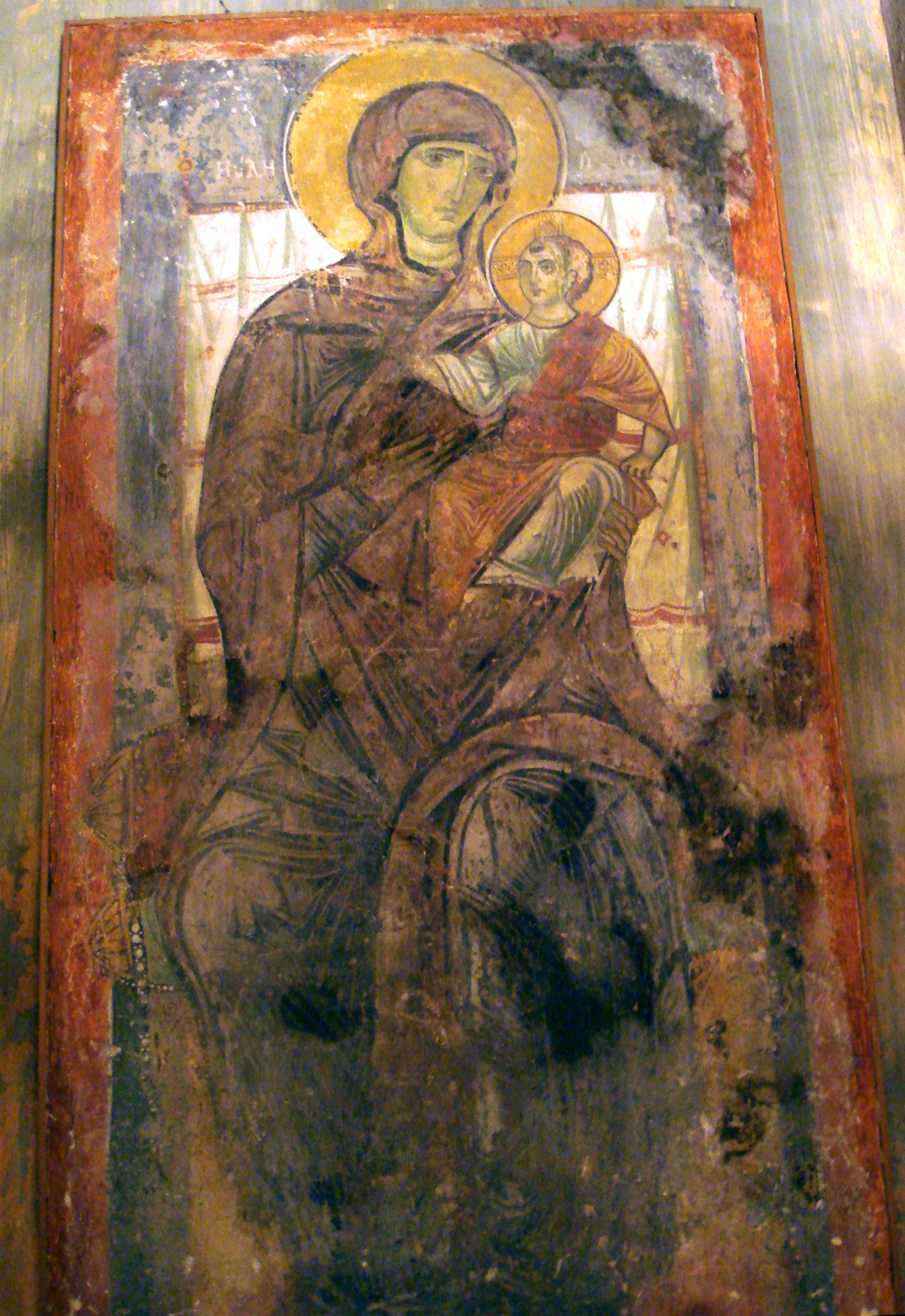
パラティーナ礼拝堂（イタリア、パレルモ）のフレスコ画「聖母子」（12世紀）
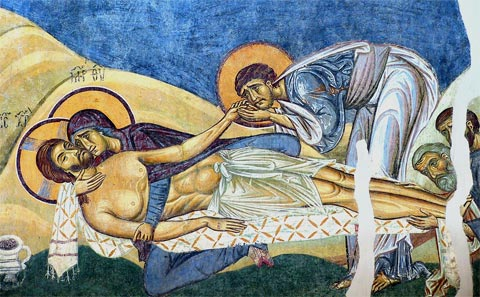
聖パンテレイモン教会（マケドニア、スコピエ近郊ネゼリ）のフレスコ画「哀悼」（1164年）
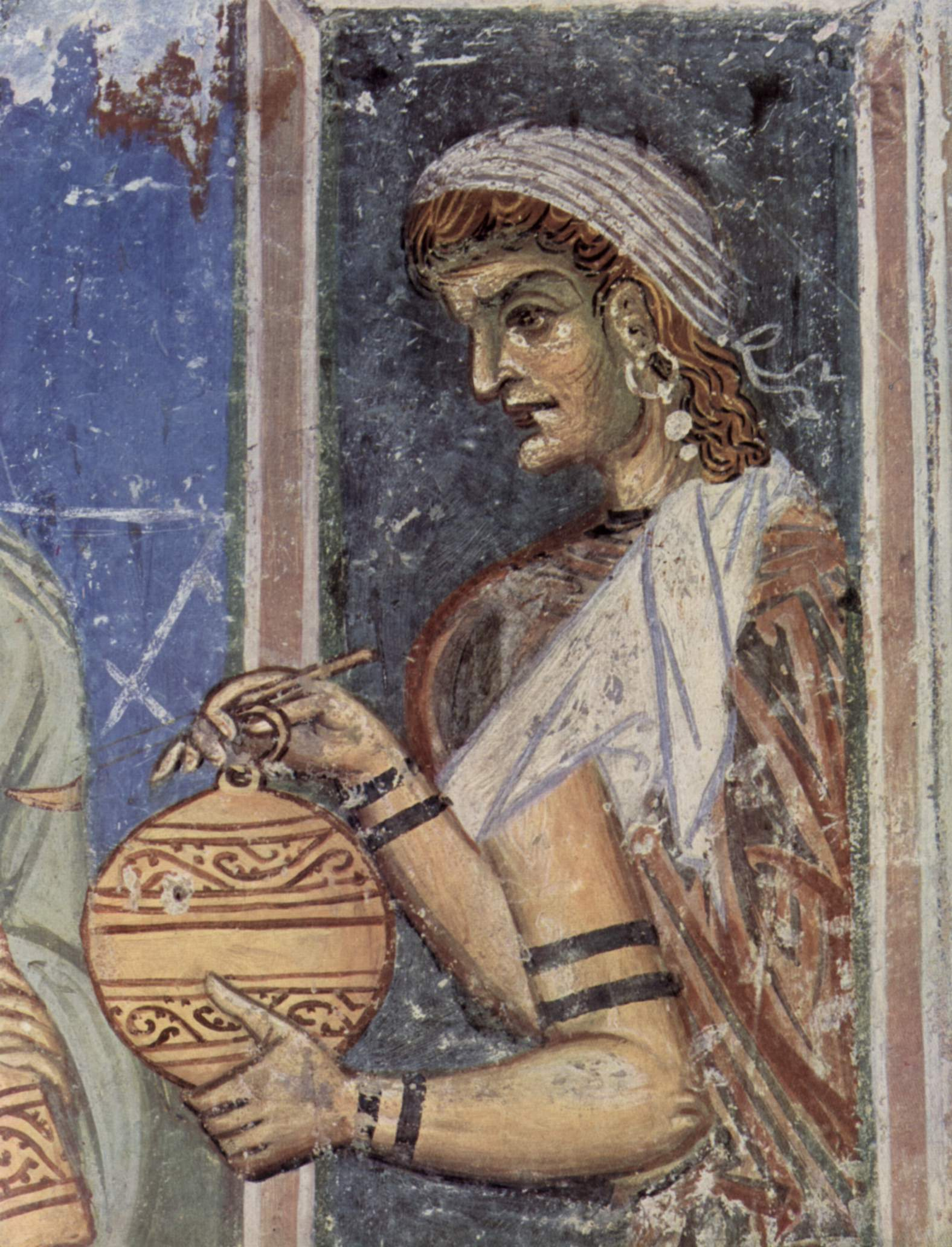
聖パンテレイモン教会のフレスコ画（一部、「ネゼリの親方」作）
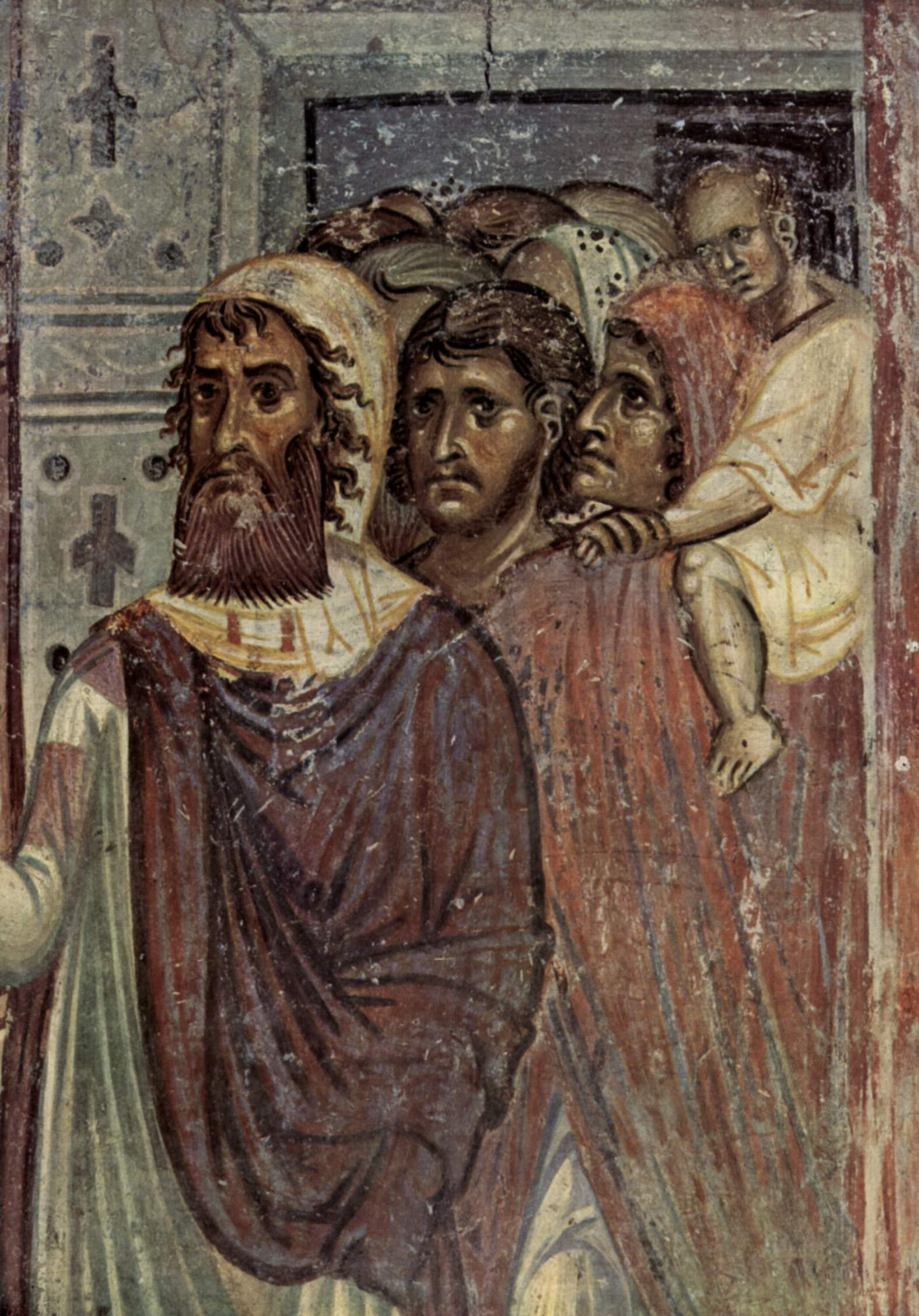
聖パンテレイモン教会のフレスコ画（一部、「ネゼリの親方」作）
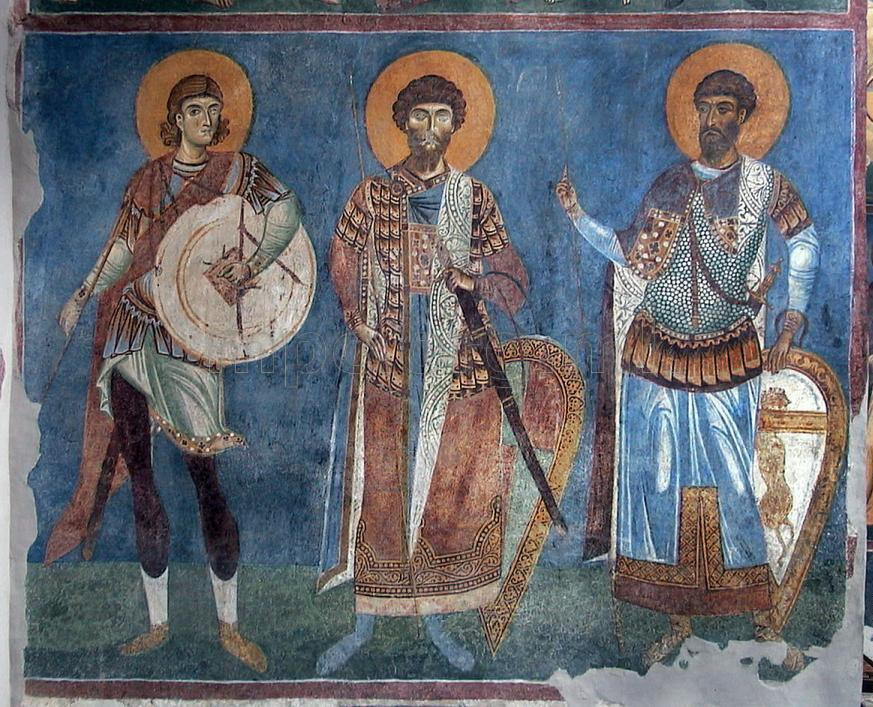
聖パンテレイモン教会のフレスコ画「神の戦士」（「ネゼリの親方」作、1164年）